# 多帶錫伯鯰
多帶錫伯鯰，為輻鰭魚綱鯰形目北非鯰科的其中一種，分布於非洲塞內加爾、加彭、剛果民主共和國的淡水流域，體長可達26.3公分，棲息在底層水域，屬肉食性，生活習性不明，可做為觀賞魚。